# Państwowe Liceum i Gimnazjum im. Henryka Sienkiewicza w Zbarażu
Państwowe Liceum i Gimnazjum im. Henryka Sienkiewicza w Zbarażu – polska szkoła z siedzibą w Zbarażu w okresie II Rzeczypospolitej, od 1938 o statusie gimnazjum i liceum ogólnokształcącego.

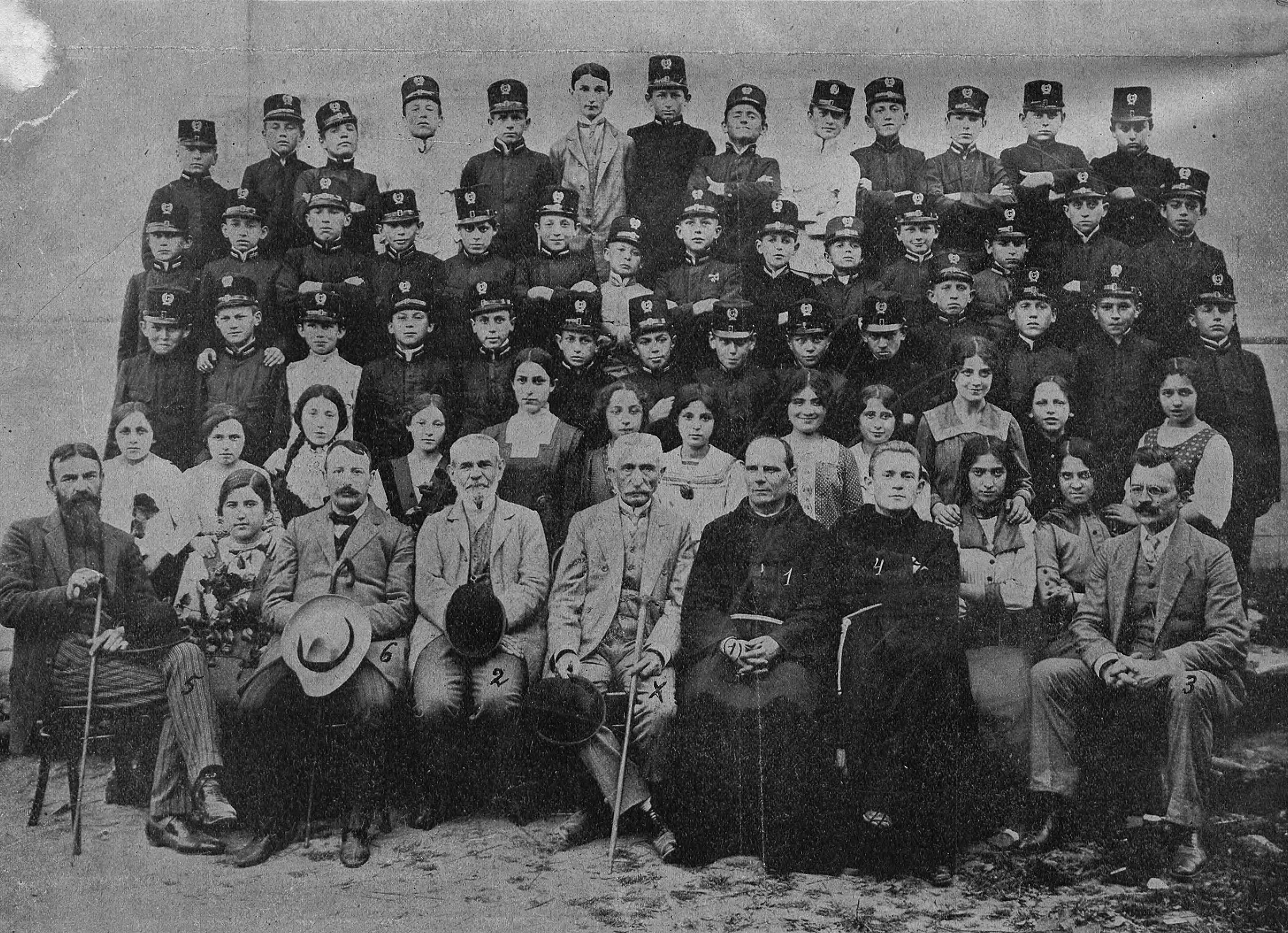
Społeczność gimnazjum po zakończeniu pierwszego roku nauki (lipiec 1911)

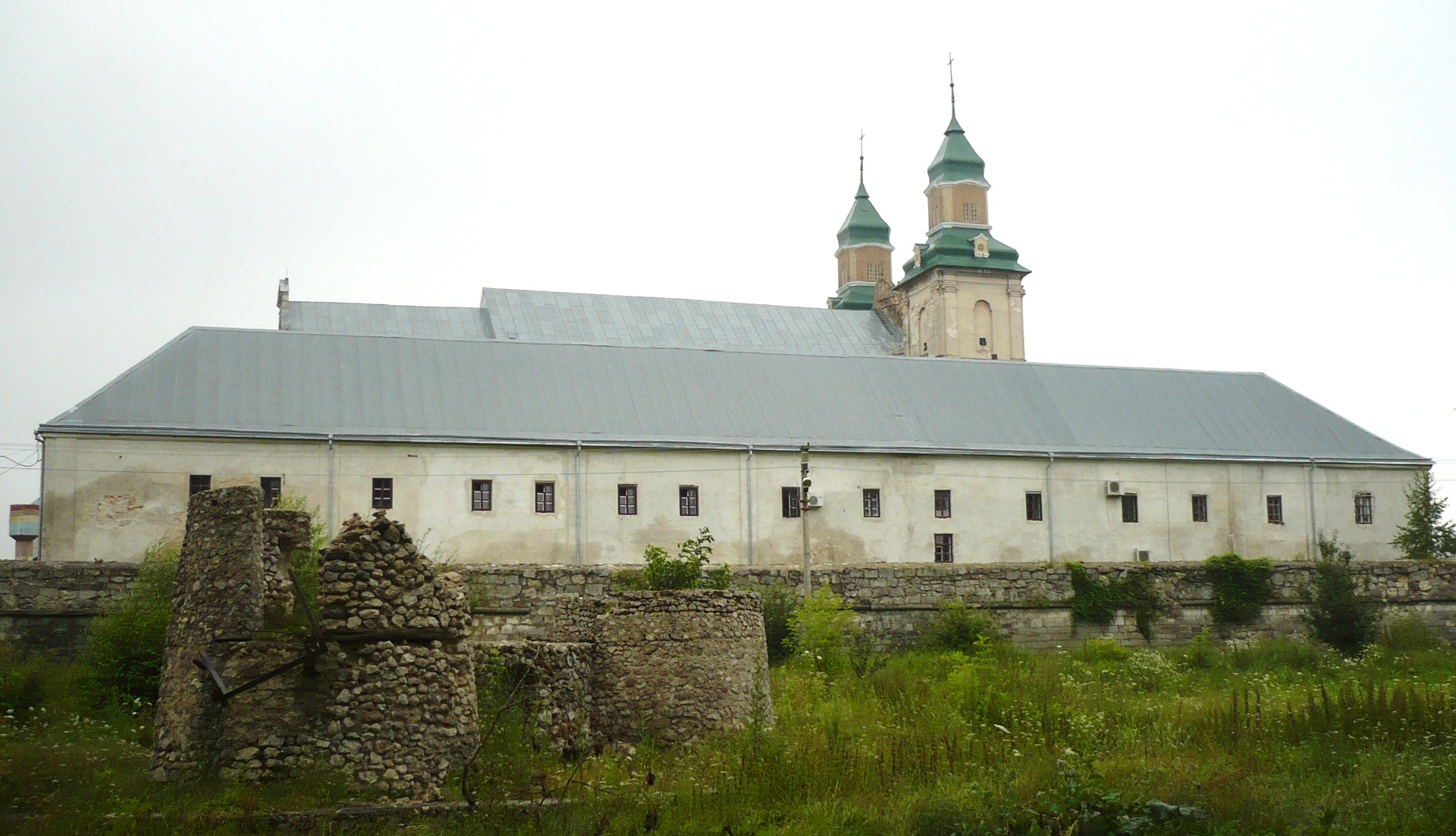
Klasztor oo. bernardynów w Zbarażu

## Historia
Pierwotnie w okresie zaboru austriackiego szkoła (gimnazjum rządowe) została założona w 1789, a w 1805 została przeniesiona do Brzeżan (zob. gimnazjum w Brzeżanach). Pod władzą rosyjską przed kongresem wiedeńskim funkcjonowała państwowa szkoła średnia od 1809 do 1815.
W 1910 Towarzystwo Szkoły Średniej założyło w Zbarażu prywatne gimnazjum realne. Przyjęto prawo publiczności. 1 lipca 1911 rozdano świadectwa uczniom za pierwszy rok nauczania. Władze austriackie przyjęły do zatwierdzenia przekształcenie Prywatnego Gimnazjum Realnego z polskim językiem nauczania Towarzystwa Szkoły Średniej w gimnazjum w roku szkolnym 1911/1912. Pomieszczenie dla nowej szkoły udostępnił o. gwardian Szpila w miejscowym klasztorze Bernardynów.
Po odzyskaniu przez Polskę niepodległości władze II Rzeczypospolitej upaństwowiły gimnazjum 1 listopada 1923. Szkole nadano patronat Henryka Sienkiewicza. W połowie lat 20. Państwowe Gimnazjum Koedukacyjne im. Henryka Sienkiewicza było prowadzona w typie humanistycznym. W 1926 w gimnazjum prowadzono osiem klas w 8 oddziałach, w których uczyło się 191 uczniów płci męskiej i 117 płci żeńskiej. 
W latach 20. szkoła funkcjonowała w najmowanych pomieszczeniach klasztoru ojców bernardynów w Zbarażu (parter i piętro w lewym skrzydle), opiekujących się zakładem.
Zarządzeniem Ministra Wyznań Religijnych i Oświecenia Publicznego Wojciecha Świętosławskiego z 23 lutego 1937 „Państwowe Gimnazjum im. Henryka Sienkiewicza w Zbarażu” zostało przekształcone w „Państwowe Liceum i Gimnazjum im. Henryka Sienkiewicza w Zbarażu” (państwową szkołę średnią ogólnokształcącą, złożoną z czteroletniego gimnazjum i dwuletniego liceum), a po wejściu w życie tzw. reformy jędrzejewiczowskiej szkoła miała charakter koedukacyjny, a wydział liceum ogólnokształcącego był prowadzony w typie humanistycznym.

## Dyrektorzy
- Alojzy Steiner[2]
- Henryk Krzyżanowski (kier.)[7][8][9][2]
- Franciszek Sołtysik[2]
- Antoni Pabijan[2]
- Edward Pawłowski[2]
- Stanisław Krysowski (kier., od 1924 dyr.[10], do 1.XI.1926)[2][11]
- Dominik Pytel (kier. od 01.XI.1926, dyr. od 07.XII.1926[12], do 26.IV.1928[13]
- Franciszek Niewolak (dyr. form. od 01.XII.1927, urlop. do 24.IV.1928, objął stanowisko 26.IV.1928)[14]
- Michał Wołłowicz (Minister W. R i O. P. rozporządzeniem z 5 września 1928 Nr. II-10468/28 przeniósł go jako dyrektora gimnazjum im. Stefana Batorego w Wołkowysku na równorzędne stanowisko do Zbaraża)[15].

## Absolwenci
- Karol Kuryluk – dziennikarz (1930)
- Ignacy Tokarczuk – duchowny (1937)